# Pequots

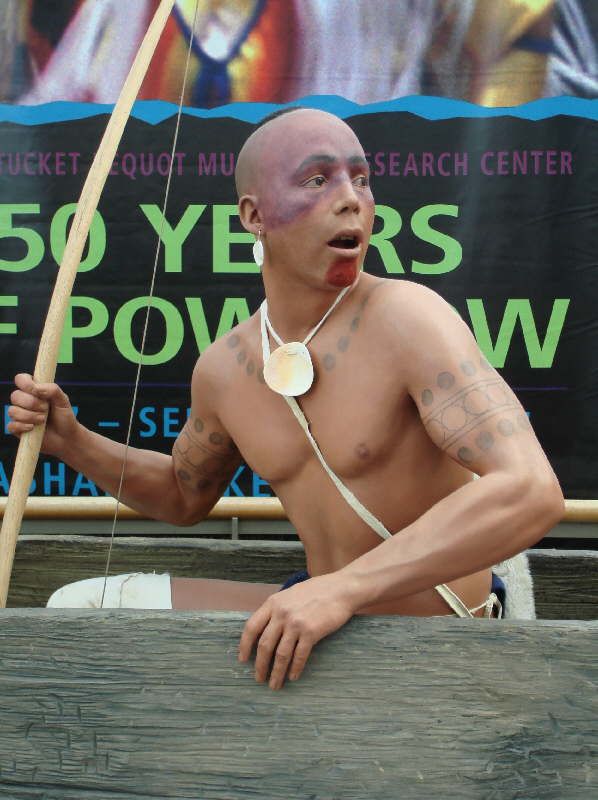
Un homme du peuple des Pequots.

Les Pequots sont un peuple amérindien qui vivait au XVIIe siècle dans la région du Connecticut au nord-est des États-Unis. Ils appartenaient au groupe linguistique des Algonquiens.
Ils furent quasiment exterminés lors de la guerre des Pequots (1637) et notamment lors du massacre de Mystic qui les opposait aux colons anglais. Quelques descendants de cette tribu vivent toujours dans le Connecticut en tant que Mashantucket Pequots et Eastern Pequot Tribal Nation (ou Paucatuck Pequot).
Les membres de la Eastern Pequot Tribal Nation disposent d'une réserve dénommée Lantern Hill. L'Eastern Pequot Tribal Nation est reconnue par le Connecticut et les États-Unis. Les membres des Mashantucket Pequots sont reconnus par le gouvernement fédéral américain depuis 1983 et disposent d'une réserve à Ledyard

## Étymologie
Pequot est un mot algonquin dont la signification n'est pas partagée par tous les spécialistes. Certains disent que le nom provient de Paquatauoq, signifiant « les destructeurs » ou « hommes du marais ». Frank Speck, un spécialiste du domaine du XXe siècle, pense plutôt que le terme signifie « faible profondeur de l'étendue d'eau », ce qui semble plus plausible.

## Histoire

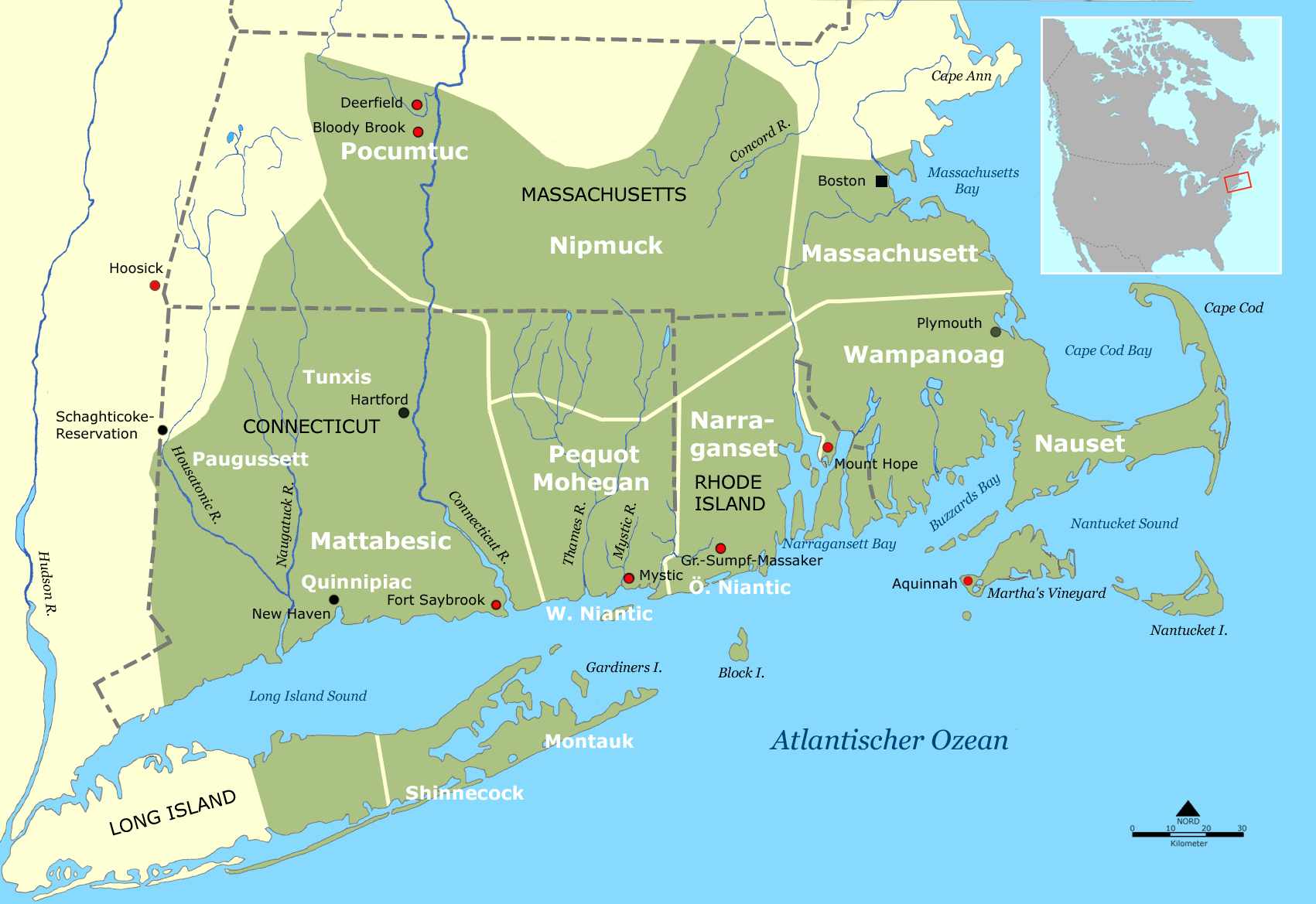
Cartes des territoires tribaux amérindiens.

Les témoignages archéologiques, linguistiques et historiques dont on dispose convergent pour affirmer que les Pequots, loin d'avoir envahi la vallée du Connecticut au début du XVIIe siècle, étaient en réalité une peuplade indigène depuis des siècles. À l'époque de la fondation des colonies de Plymouth et de la Baie du Massachusetts, ils étaient déjà, économiquement et militairement, maîtres du centre et de l'est du Connecticut. Ils occupaient principalement la vallée séparant la tribu des Niantics de celle des Narragansetts, à l'ouest de Rhode Island. On estime à 16 000 habitants la population de la vallée de la Thames, foyer le plus densément peuplé.
L’épidémie de variole de 1616–1619, qui avait décimé la plupart des tribus des côtes de Nouvelle-Angleterre, avait épargné les tribus Pequot, Niantics, et Narragansett. En 1633, les Hollandais établirent un comptoir : la Maison de Bonne-Espérance, à Hartford. En représailles à la rupture d'un contrat d'approvisionnement, ils exécutèrent le grand sachem Pequot, Tatobem, et ne restituèrent son corps aux indigènes qu'après paiement d'une rançon, et son fils Sassacus lui succéda. En 1633, une nouvelle épidémie ravagea toutes les tribus de la région, et les historiens estiment que 80% de la population des Péquots y périt, de sorte que lorsqu’éclata la guerre des Pequots, le nombre de survivants n'était sans doute plus que de 3 000 indiens.

## Culture populaire
- Le Péquod, le baleinier du célèbre roman Moby-Dick tirerait son nom de la tribu.
- La localité de Pequot Lakes (Minnesota) tire son nom de la tribu.